# Арвід Лаурін
Арвід Лаурін (швед. Arvid Laurin, 3 жовтня 1901 — 6 травня 1998) — шведський яхтсмен.
Срібний призер Олімпійських Ігор 1936 року в класі Зоряний.